# Stephenson Blake
Stephenson, Blake and Co (Stephenson & Blake ou Stephenson, Blake) est une entreprise britannique de fonderie typographique située à Sheffield (Angleterre), créée au début du XIXe siècle et active jusque dans les années 1990. C'est aujourd'hui une fonderie de bronze et de produits de précision. 

## Histoire
En 1818, John Stephenson crée sa fonderie pour fournir aux imprimeurs des polices de caractères de qualité. Il succède à une fonderie créée vers 1797 par des éditeurs et imprimeurs de livres. En 1830, il s'associe avec James Blake qui apporte à la société un supplément de finance. La société prospère et incorpore d'autres entreprises : elle absorbera la plupart des grandes fonderies britanniques : Thorowgood, Edmund Fry, Miller & Richard, William Caslon… Elle diversifie aussi ses activités vers le travail de l'acier et la fabrication d'outils.
Stephenson Blake travaillent avec une précision bien au-delà des normes de l'époque. En 1865, ils ouvrent un magasin à Londres pour mieux répondre aux demandes des maisons de presse de Fleet Street. À la fin du XIXe siècle, la fonderie se convertit au point américain et renouvelle l'ensemble de sa production.  En 1905 elle absorbe la fonderie rivale de Sir Charles Reed. En 1907 elle fonde un atelier de fabrication de casses et de mobilier pour les salles de composition, et l'année suivante on produit aussi des caractères en bois qui apparaissent sur les spécimens de 1910.
Après la Grande Guerre, des pourparlers sont en cours pour absorber la fonderie Caslon. Mais Caslon a trouvé quelques subsides en travaillant pour l'industrie de guerre et il peut répondre par un livre Two Centuries of Type Foundry (« Deux siècles de fonderie typographique »). En réponse, Stephenson Blake charge Robert Fishenden de réaliser le plus somptueux catalogue spécimen jamais conçu : sept cents pages composées à la main, imprimées chez J. W. Northend à Londres.
En 1936 Caslon a de nouvelles difficultés et cette fois il est racheté par Stephenson Blake.
La Seconde Guerre mondiale porte un coup grave à la fonderie, non seulement par la mobilisation de son personnel, mais aussi par les destructions occasionnées par les raids aériens. Après guerre, c'est la concurrence grandissante de la photocomposition et l'offset qui menacent. La société s'oriente vers des travaux de précision et propose une photocomposeuse, la Letterphot.
Les années 1980 voient la fin de la composition en plomb et même de la photocomposition devant l'arrivée de la PAO. En même temps, l'activité sidérurgique cesse à Sheffield. Avec le départ à la retraite de Thomas Blake, représentant la 5e génération aux commandes de la société, l'entreprise est rachetée par Steven Bond et Terry Lee. Les types, poinçons et matrices sont déposés au Type Museum de Londres.

## Caractères
- Algerian (1902)
- Blackfriars, numérisé comme Drury Lane par Nick Curtis (2007)
- Britannic (Wagner & Schmidt, 1901)
- Carlton (ca 1900)
- Consort (Peter Bell, 1957)
- Doric (Walter Tracy, 1973, d'après le sans serif de William Caslon de 1816)
- Flemish Expanded, Flemish Condensed (Inland TF, 1900), version intermédiaire numérisée par Dan X. Solo (2000)
- Glenmoy (1932) ; numérisé comme Glengary (2007)
- Granby (Edward Johnston, 1931)
- Impact (Geoffrey Lee, 1965)
- Jubilee (Eric Gill, 1934)
- Latin (Achaz Reuss, 1993)
- Palace Script (1923)
- Playbill (Robert Harling, 1938)
- Sterling Script (1952)
- Thorowgood (William Thorowgood, 1836, d'après Robert Thorne)
- Vivaldi (Friedrich Peter)
- Windsor (1905)

Impact, Geoffrey Lee